# Coupe du Lesotho de football
La Coupe du Lesotho de football a été créée en 1963.

## Palmarès

### Sturrock Cup
- 1963 : Bantu FC
- 1976 : Matlama FC
- 1978 : Maseru United
- 1979 : Matlama FC
- 1980 : Matlama FC
- 1981 : Maseru Rovers
- 1982 : Maseru Rovers
- 1983 : Linare FC
- 1984 : Lioli FC

### Independence Cup
Compétition jouée entre les quatre premiers du classement final du championnat de la saison précédente.
- 1985 : Lesotho Paramilitary Force FC
- 1986 : Royal Lesotho Defence Force FC
- 1987 : Matlama FC
- 1988 : Royal Lesotho Defence Force FC
- 1989 : Arsenal FC
- 1990 : Royal Lesotho Defence Force FC
- 1991 : Arsenal FC
- 1992 : Matlama FC
- 1993 : Bantu FC
- 1994 : Matlama FC
- 1995 : Matlama Rovers
- 1996 : Lerotholi Polytechnics FC
- 1997 : Bantu FC
- 1998 : Arsenal FC
- 1999 : Linare FC
- 2000 : Royal Lesotho Defence Force FC
- Non disputée entre 2001 et 2004
- 2005 : Lesotho Correctional Services
- 2006 : Likhopo FC - Lioli FC
- 2007 : Lioli FC
- 2008 : LMPS FC 0-0 (tab 3-1) Lioli FC
- 2009 : LMPS FC 3-1 Lesotho Defence Force
- 2010 : Lioli FC
- 2011 : Bantu FC 3-1 Lesotho Correctional Services
- 2012 : Bantu FC 2-2 (tab 4-3) Lesotho Correctional Services
- 2013 : Bantu FC 1-1 (tab 4-3) Lioli FC
- 2014 : Lioli FC 1-1 (tab 12-11) Matlama FC
- 2015 : Bantu FC 1-1 (tab 15-14) Lioli FC
- 2016 : Lioli FC 1-0 Matlama FC
- 2017 : Bantu FC 1-1 (tab 3-1) Lesotho Correctional Services
- 2018 : Lioli FC 2-1 Bantu FC
- 2019 : Matlama FC 1-0 Lesotho Correctional Services